# Rogeria sicaria
Rogeria sicaria är en myrart som beskrevs av Kempf 1962. Rogeria sicaria ingår i släktet Rogeria och familjen myror. Inga underarter finns listade i Catalogue of Life.